# Івківка (річка)

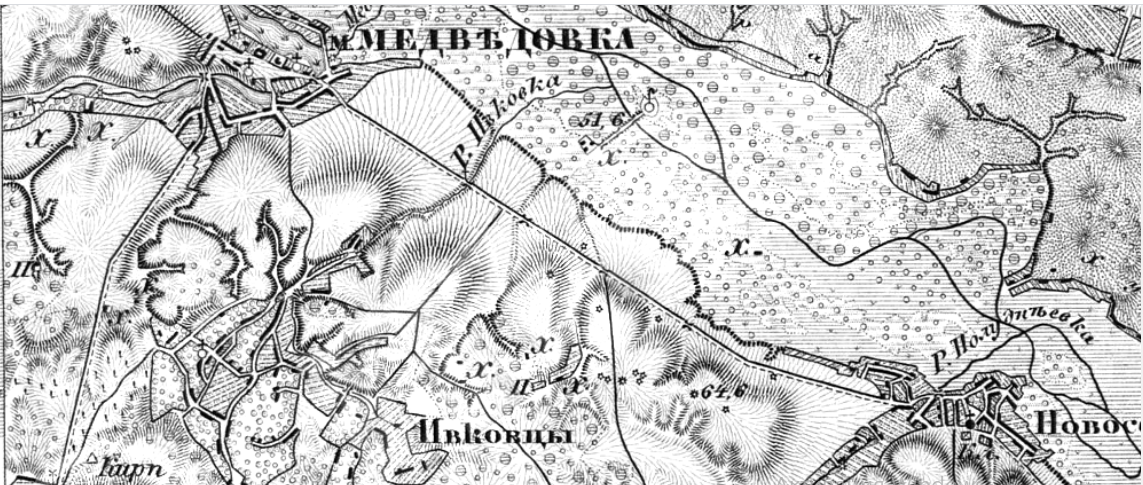
річка Івківка та село Івківці на мапі Шуберта XXV / 11-2, 1869

Івківка, або Івка — річка в Україні, у Черкаському районі Черкаської області. Права притока Тясмину (басейн Дніпра).

## Опис
Довжина річки приблизно 6,8 км. Місцями пересихає.

## Розташування
Бере початок у селі Івківці. Тече переважно на північний схід, і на південно-східній стороні від Медведівки впадає у річку Тясмин, праву притоку Дніпра.
Річку перетинає автошлях Т 2402